# Ferdinand August Hommel
Ferdinand August Hommel, född 3 februari 1697 i Leipzig, död där den 16 februari 1765, var en tysk rättslärd, far till Karl Ferdinand Hommel. 
1713 blev Hommel student vid universitetet i Leipzig, med Georg Phillip Olearius (1680–1741), Andreas Rüdiger (1673–1731), Johann Burckhardt Mencke, August Friedrich Müller, Lüder Mencke, Johann Friedrich Olearius (1679–1726), Christian Schön (1677–1755) och Johann Friedrich von Freiesleben (1690–1770) som lärare. 1717 blev han där filosofie magister. 
Samma år begav han sig till universitetet i Halle, där han mottog undervisning från  Christian Thomasius, Johann Peter von Ludewig, Justus Henning Boehmer, Nikolaus Hieronymus Gundling, Johann Gottlieb Heineccius och Jakob Friedrich Ludovici. 1718 fick han rätt att hålla akademiska föreläsningar där och blev 1719 promoverad till juris doktor.